# Helpter See
Der Helpter See ist ein Gewässer in Helpt, einem Ortsteil der Stadt Woldegk im Landkreis Mecklenburgische Seenplatte im Land Mecklenburg-Vorpommern. Der See liegt nordwestlich des Dorfzentrums und kann durch die Dorfstraße erreicht werden, die nordwestlich am See vorbeiführt. Er wird von Anglern und zum Baden genutzt.
Auf der Topografischen Karte 1:25.000 von 1885 wird der See als „Mühlen-See“ bezeichnet und hat einen Abfluss nach Norden Richtung Oertzenhof und weiter über verschiedene Gräben zum Zarowbach, der mittlerweile bis Oertzenhof verrohrt ist.

## Nachweise
1. ↑  Geodatenviewer des Amtes für Geoinformation, Vermessungs- und Katasterwesen Mecklenburg-Vorpommern (Hinweise)